# Gilles du Jonchay
Ne doit pas être confondu avec Christian Sarton du Jonchay.
Gilles Sarton du Jonchay, plus connu sous le nom Gilles du Jonchay, né le 4 mai 1947 à Bordeaux et mort le 17 octobre 2008 à Paris 15e,, est un journaliste français.

## Biographie
Gilles Marie Joseph Sarton du Jonchay est issu de la famille Sarton du Jonchay.
Journaliste d'investigation, orienté vers la politique étrangère, il collabore au magazine 52 minutes de FR3 à partir de 1974. Il est chef du service « étranger » de la rédaction nationale de France 3 de 1985 à 1991. 
Il était auteur et producteur de documentaires. Il a aussi écrit des ouvrages tels que Les Frégates de la République avec Francis Deron ou Les Années Kalachnikov. Il est aussi le coauteur de Palestine : De Jérusalem à Munich. Il est membre de la Presse diplomatique.

## Prix
- 1999 : prix Palestine pour Palestine (éditions Anne Carrière)[réf. souhaitée]